# Белграно
Белграно (на испански: Belgrano) е квартал на аржентинската столица Буенос Айрес с площ 6.8 км2 и население 138 942 души (2001), средната гъстота на населението е 20 432 души/км2.
Името си носи на аржентинския генерал Мануел Белграно (1770-1820). Разположен е северно от центъра на Буенос Айрес. Северизточана му част е на брега на залива Ла Плата. Основан е през 1820 г. Квартала е главно средище на китайската общност в града.